# Jonathan Marray
Jonathan Marray (Liverpool, 10 de Março de 1981) é um tenista profissional inglês, especialista em duplas seu melhor ranking da ATP N. 15.

## ATP finais

### Duplas: 6 (2 títulos, 4 vices)
| Legenda                           |
| Grand Slam (1–0)                  |
| ATP World Tour Finals (0–0)       |
| ATP World Tour Masters 1000 (0–0) |
| ATP World Tour 500 Series (0–0)   |
| ATP World Tour 250 Series (1–4)   |

| Finais por Piso |
| Duro (1–3)      |
| Saibro (0–0)    |
| Grama (1–1)     |
| Carpete (0–0)   |

| Posição | N. | Data                  | Torneio                                      | Piso     | Parceiro         | Oponentes                               | Placar                              |
| Campeão | 1. | 7 Julho 2012          | Wimbledon, Londres, Reino Unido              | Grama    | Frederik Nielsen | Robert Lindstedt Horia Tecău            | 4–6, 6–4, 7–6 (7–5), 6–7 (5–7), 6–3 |
| Vice    | 1. | 21 Junho 2013         | Aegon International, Eastbourne, Reino Unido | Grama    | Colin Fleming    | Alexander Peya Bruno Soares             | 6–3, 3–6, [8–10]                    |
| Vice    | 2. | 29 Julho 2013         | BB&T Atlanta Open, Atlanta, EUA              | Duro     | Colin Fleming    | Édouard Roger-Vasselin Igor Sijsling    | 6–7(6–8), 3–6                       |
| Vice    | 3. | 23 Fevereiro 2014     | Open 13, Marseille, França                   | Duro (i) | Paul Hanley      | Julien Benneteau Édouard Roger-Vasselin | 6-4, 6–7 (6–8), [11–13]             |
| Campeão | 2. | 11 de Janeiro de 2015 | Chennai Open, Chennai, India                 | Duro     | Lu Yen-hsun      | Raven Klaasen Leander Paes              | 6-3, 7–6 (7–4)                      |
| Vice    | 4. | 22 Fevereiro 2015     | Open 13, Marseille, França                   | Duro (i) | Colin Fleming    | Marin Draganja Henri Kontinen           | 4–6, 6–3, [8–10]                    |